# Alban Lendorf
Alban Lendorf (født 7. september 1989 i København) er en dansk balletdanser og skuespiller.
Han er uddannet som danser på Det Kongelige Teaters Balletskole, hvor han blev aspirant i 2006, dernæst ansat som korpsdanser i 2008, derefter udnævnt til solist i 2010 og endelig blev han i april 2011 udnævnt til solodanser.
I maj 2013 vandt han prisen som "Årets mandlige danser" ved Benois De La Danse Galla på Bolsjojteatret i Moskva i Rusland for sin rolle som Armand Duval i Kameliadamen. I 2012 og 2014 Reumert Prisen for Årets mandlige danser. I 2014 Berlin - Bedste mandlige Danser. Fra 2015 Principal dancer hos American Ballet Theatre, New York.
Danser væsentlige partier i Svanesøen, Giselle, Sleeping Beauty, Romeo & Juliet, Manon, Kameliadamen, Apollo, La Bayadére, Le Corsaire, Sylfiden, Coppelia, Don Quixote, Nøddeknækkeren, Napoli, m.m. på scener verden over.
Optræder 2022 i Kammerballetten på Takkelloftet og sammen med Verdensballetten på turné i Danmark og Sverige.
Roller indenfor film, TV og teater:
I 2022 spiller han rollen som Jean overfor Sonja Richter som Frk. Julie i August Strindbergs teaterstykke, instrueret af Thure Lindhardt for Bellevue Teatret. Forestillingen turnerer rundt i landet, og får fremragende anmeldelser for den nyiscenesatte udgave af klassikeren.
TV-skuespiller i Det Største - Lucas, TV2 Drama serie, 2022, Krag & Virkner - Journalist, DR TV-serie 2021, Fars Drenge - Joakim, TV-serie 2021.
Performer på Rungstedlund i anledning af 60-året for Karen Blixens død med oplæsning af Dykkeren fra Blixens Skæbne Anekdoter, 2022. 
I 2025 deltog Lendorf i TV 2-programmet Boksen.